# Die Försterbuben (Roman)

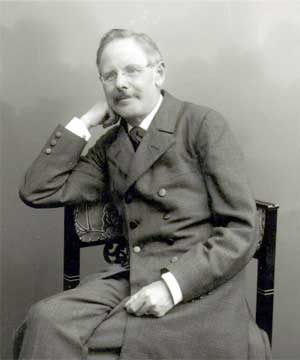
Peter Rosegger um 1905

Die Försterbuben ist ein Roman des österreichischen Schriftstellers Peter Rosegger, der 1907 im Verlag von L. Staackmann in Leipzig erschien.

## Inhalt
Die Tauernach stürzt vom Hochgebirge herab durchs Rauhruckkar und mündet nahe bei der Stadt Löwenburg in die Mur. Unterm Bergwald führt der Lauf des tosenden Wildwassers über ein Hochtal dicht am Haus des Försters Paul Rufmann vorüber. Der Förster stammt aus München und hat zwei Söhne – den 20-jährigen harmlos lustigen Forstarbeiter und Holzmesser Friedolin, Friedel gerufen, und den 15-jährigen treuherzig frommen Seminaristen Elias. Paul Rufmanns Ehefrau Cäcilia überließ die Pflege der Söhne der treusorgenden Haushälterin Rosalia Terler, Sali gerufen, und starb kurz nach Elias’ Geburt. In St. Eustachen – das ist das benachbarte kleine Dorf unterhalb des Forsthauses – führen Paul Rufmanns sangesfreudiger bester Freund Michel Schwarzaug und dessen zurückhaltende Gattin Apollonia das Straßenwirtshaus „Zum schwarzen Michel“. Der Förster und der Michelwirt sind sich einig: Friedolin und Michels Tochter Helene sind füreinander bestimmt. Friedolin hat ein Auge auf Helene geworfen, doch zum Missvergnügen des jungen Mädchens erklärt er sich nicht.
Friedolin hat die Realschule in Löwenburg längst abgeschlossen, zecht, hat immer einmal Spielschulden und bittet den Bruder, der als Theologiestudent knapp bei Kasse ist, gelegentlich um Geld. Elias, Patenkind des  Michel Schwarzaug, kann gute Zeugnisse vorweisen und erholt sich nach beinahe fünf Jahren Studium am Priesterseminar daheim im Forsthaus. Bei seiner Ankunft hatte er dem Bruder ein Messer als Gastgeschenk mitgebracht. Friedolin verliert das gute Stück in der Hütte des Kohlenbrenners Bartholomäus Krauthas, Barthel gerufen. Barthel, als Wilderer vorbestraft, brennt längst keine Holzkohle mehr, sondern sammelt Wurzeln und Kräuterwerk. Damit hausiert er in Löwenburg und übernachtet bei solchem Ausflug an die Mur bei seiner Tochter. Der Förster Paul Rufmann lässt Gnade vor Recht ergehen, als Barthels „Destillationsanstalt“ zusammen mit Säcken voll gedörrter Ebereschen- und Heidelbeeren im Wald entdeckt wird. Zudem verzeiht er dem Branntweinbrenner das verbotene Pechkratzen an gesunden, gewinnträchtigen Nadelbäumen.
In Ruppersbach, dem Kirchdorf unterhalb von St. Eustachen, reist der Preuße Nathan Böhme an und wandert weiter nach St. Eustachen. Der ehemalige Frankfurter Professor und derzeitige Tourist will über den Rauhruck ins Nachbartal nach Arlach weiterwandern. Der Durchreisende wird vom Personal im Gasthaus „Zum schwarzen Michel“ verwöhnt. Der anmaßende und räsonierende Gast bleibt und möchte die durchweg katholischen Gäste aus der St. Eustachener Bauernschaft vom Protestantismus überzeugen. Als Böhme sich dann doch auf den Weg macht, gibt ihm der Förster seine beiden Söhne als wegkundige Begleiter mit. Diese verlassen den Wanderer – wie mit ihrem Vater vereinbart – am Kareck. Der Preuße wird zirka zwanzig Wegminuten weiter bergauf erstochen und Tage später mit Einwilligung der Stadt Frankfurt auf dem Ruppersbacher Gottesacker beerdigt. Ein Gerichtsherr aus Löwenburg reist mit einem Schreiber und zwei Gendarmen in Ruppersbach an. Als Tatverdächtige werden nach zwei Verhören die beiden Försterbuben in Handschellen nach Löwenburg abgeführt und dort inhaftiert. Elias hatte den Mord auf sich genommen, weil er seinen Bruder der Untat verdächtigte und schützen wollte.
Der Vater Paul Rufmann ist außer sich. Sein Freund Michel Schwarzaug kann ihn zwar das erste Mal vom Suizid abhalten, doch der zweite Versuch gelingt. Der Förster springt von der Tauernachbrücke in das reißende Gewässer und kommt darin um. Anderntags werden die Brüder als unschuldig freigelassen. Barthel war des Raubmordes überführt worden. Tatwerkzeug war oben erwähntes Messer gewesen. Der Barthel hatte gestanden. Er habe den schlafenden Böhme, als dieser allein auf der Höhe rastete, in den Hals gestochen.
Jahre später: Friedolin ist ausgewandert und verdient auf einer neuseeländischen Werft mehr Geld als er vertrinken kann. Helene heiratet Sepp, den Sohn des St. Eustachener Dorfvorstehers Martin Gerhalt. Das Paar führt das Wirtshaus weiter. Elias studiert in Köln und findet dort eine Rheinländerin. Beide bewirtschaften zusammen mit Friedolin und dessen Frau auf der Atlantikinsel San Catharina die „Farm Rufmann“. Friedolin hatte eine Einheimische zur Frau genommen.

## Verfilmungen
- 1955: Österreich: Die Försterbuben Spielfilm von Robert Adolf Stemmle.
- 1984: Österreich: Die Försterbuben. Fernsehfilm von Peter Patzak mit Franco Nero, Musik: Ennio Morricone.

## Ausgaben
- Die Försterbuben. Ein Roman aus den steirischen Alpen von Peter Rosegger L. Staackmann. Leipzig 1916
- Die Försterbuben. Nachdruck des Originals von 1929. Salzwasser Verlag, Paderborn 2013, ISBN 978-3-8460-8254-6
- Hans Ludwig Rosegger (Hrsg.): Die Försterbuben. TP Verone Publishing House Ltd., Nikosia 2017, Nachdruck der Gedenkausgabe 1929, ISBN 978-9-92507-404-4